# 曼皮庫尼
曼皮庫尼是馬達加斯加的城市，由索非亞區負責管轄，位於該國北部，海拔高度55米，從事農業、服務業和畜牧業的人口分別佔75%、15%和10%，主要農產品有稻米、洋蔥和木薯，2001年人口約14,000。
16°06′S 47°38′E / 16.100°S 47.633°E